# Daniel Aquino
Daniel Toribio Aquino Antúnez (Chajarí, Entre Ríos, 9 juni 1965) is een voormalig Argentijns voetballer. Hij speelde als aanvaller. Aquino heeft als bijnaam El Toro (De Stier) en hij is de vader van profvoetballer Daniel Aquino Pintos. 